# Meledonus albiceps
Meledonus albiceps là một loài ruồi trong họ Tachinidae.